# Тулемисова, Клара Ахмедьевна
Клара Ахмедьевна Тулемисова (05.08.1937 — 06.04.2004, Алма-Ата) — известный учёный-микробиолог, доктор биологических наук, профессор, педагог, академик Национальной Академии наук РК, академик Российской Академии сельскохозяйственных наук.

## Биография
Родилась 5 августа 1937 г. в г. Макинске Акмолинской области в семье учителей.
В 1954 году поступила на биологический факультет КазГУ имени С. М. Кирова.В 1966 году окончила очную аспирантуру при Институте микробиологии и вирусологии АН КазССР.
В 1966 году защитила кандидатскую диссертацию. В 1989 году в Московском государственном университете имени М. В. Ломоносова защитила докторскую диссертацию на тему «Микробиологические основы создания и использования биопрепаратов для защиты растений».
Скончался 6 апреля 2004 года в Алма-Ате.

## Трудовая деятельность
1. 1960—1963 — преподаватель, завуч Карагандинского медицинского училища
2. 1966 1972 — младший, старший научный сотрудник в институте микробиологии и вирусологии АН КазССР
3. 1972—1993 — заместитель директора по научной работе в институте микробиологии и вирусологии АН КазССР
4. 1993—2003 — академик-секретарь Отделения научного обеспечения, хранения и переработки сельскохозяйственной продукции Национального Академического Центра аграрных исследований Министерства образования и науки РК
5. С 2003 г. и до конца жизни работал старшим научным сотрудником Научно-производственного центра производства и переработки пищевых продуктов.

## Научные, литературные труды
Автор свыше 300 научных работ, в том числе семь монографий, имеет 23 авторских свидетельства и патента. Под ее научным руководством защищены семь докторских и 25 кандидатских диссертаций.
• Термофильные микроорганизмы Южного Казахстана / К. А. Тулемисова, Л. П. Мамонова, Н. Е. Бекмаханова. — Алма-Ата : Наука, 1984. — 158 с.
• Роль микробных метаболитов в повышении урожайности растений / Клара Ахмедьевна Тулемисова, В. И. Мазунина, М. М. Кулдыбаев, Институт микробиологии и вирусологии АН КазССР . — Алма-Ата : Наука, КазССР, 1981 . — 171 с.
• Патенты
1. «Затвор для укупорки банок» Номер патента: 9984
2. «Способ получения крахмального сахара» Номер предварительного патента: 9142
3. «Способ приготовления хлеба» Номер предварительного патента: 8755
4. «Способ приготовления полиштаммовой закваски мезофильных молочнокислых бактерий» Номер пред. патента: 7355
5. «Способ приготовления пряников» Номер предварительного патента: 7357
6. «Способ получения концентрата органических кислот» Номер предварительного патента: 7408
7. «Способ приготовления пива Скифское» Номер предварительного патента: 6856
8. «Способ приготовления препарата» Номер предварительного патента: 6341
9. «Способ получения майонеза» Номер предварительного патента: 5436
10. "Штамм гриба TRICHODERMA LIGNORUM для получения триходермина против корневых гнилей, галловых и стеблевых нематод"Номер патента: 388 и др.

## Награды и звания
1. Доктор биологических наук (1989)
2. Профессор
3. Академик Национальной Академии наук Республики Казахстан (1995)
4. Академик Российской Академии сельскохозяйственных наук (1999)
5. Медаль «За трудовую доблесть» (1972)
6. «Отличник изобретательства и рационализации» (1990)
7. Медаль «10 лет независимости Республики Казахстан» (2001)
8. «50 лет Целине» (2004)